# Mikołaj Kiełbasa z Tymieńca

Nałęcz – herb Mikołaja Kiełbasy

Mikołaj Kiełbasa z Tymieńca herbu Nałęcz – podczaszy poznański, kasztelan bydgoski w latach 1426–1435, starosta kościański w 1432 roku.
Pisał się z Tymieńca – wsi wielkopolskiej.
Był człowiekiem aktywnym, towarzyszył królowi Władysławowi Jagielle w objazdach Kujaw i Wielkopolski, pełniąc rolę świadka na dokumentach królewskich:
- 12 sierpnia 1426 r. – był świadkiem na dokumencie królewskim w Koninie,
- 10 kwietnia 1428 r. – był w gronie wojewodów i kasztelanów w Stawiszynie,
- 10 czerwca 1430 r. – zasiadał jako asesor w sądzie królewskim w Inowrocławiu wraz z Jarandem z Grabi i Brudzewa – wojewodą inowrocławskim, Warzyńcem Zarembą marszałkiem królestwa, Andrzejem z Danaborza wojewodą kaliskim i innymi dygnitarzami,
- 20 lipca 1432 r. – przewodniczył sądowi w Poznaniu,
- 18 kwietnia 1433 r. – był testatorem w Kaliszu boku króla,
- kwiecień 1433 r. – brał udział w sądzie królewskim w Kościanie wraz z Sędziwojem z Ostroroga – wojewodą poznańskim i starostą Wielkopolski,
- maj 1433 r. – przebywał u boku króla w Poznaniu, jego podpis znajduje się na dokumencie królewskim za Stanisławem Ciołkiem biskupem poznańskim i Janem Biskupcem biskupem chełmskim, Sędziwojem z Ostroroga, Wawrzyńcem Zarembą kasztelanem sieradzkim.
- grudzień 1434 r. – przebywał w gronie komisarzy biskupa włocławskiego,
- 31 grudnia 1435 r. – jego podpis znajduje się na liście gwarantów traktatu polsko-krzyżackiego w Brześciu.

Zmarł po 1435 r.